# Кадлуб-Вольни
Кадлуб-Вольни (пол. Kadłub Wolny, нім. Frei Kadlub) — село в Польщі, у гміні Зембовиці Олеського повіту Опольського воєводства.
Населення — 538 осіб (2011).

## Демографія
Демографічна структура станом на 31 березня 2011 року:
|          | Загалом | Допрацездатний вік | Працездатний вік | Постпрацездатний вік |
| -------- | ------- | ------------------ | ---------------- | -------------------- |
| Чоловіки | 263     | 45                 | 192              | 26                   |
| Жінки    | 275     | 57                 | 155              | 63                   |
| Разом    | 538     | 102                | 347              | 89                   |